# インターフェロンγ
インターフェロンγ（英: interferon gamma、略称: IFN-γ）は、二量体型可溶性サイトカインであり、II型インターフェロンの唯一のメンバーである。このインターフェロンは当初は免疫インターフェロン（immune interferon）と呼ばれており、E. F. Wheelockによってフィトヘマグルチニン刺激を受けたヒト白血球による産物として記載された。また抗原刺激されたヒトリンパ球やツベルクリン感作マウス腹膜リンパ球でも産生されることが示され、水疱性口内炎ウイルスの増殖を阻害することが示された。こうした報告には、現在結核の検査に広く用いられているIFN-γ遊離試験の基礎をなす観察が含まれていた。ヒトでは、IFN-γタンパク質はIFNG遺伝子によってコードされる。

## 機能
IFN-γ（II型インターフェロン）は、ウイルス、一部の細菌、原生動物の感染に対する自然免疫と獲得免疫に重要なサイトカインである。IFN-γはマクロファージの重要な活性化因子であり、MHCクラスII分子（MHC II）の発現の誘導因子でもある。IFN-γの発現の異常は、多数の自己炎症・自己免疫疾患と関係している。免疫系におけるIFN-γの重要性はウイルスの複製を直接阻害することもその1つであるが、最も重要なのは免疫を刺激し調節する効果である。IFN-γは自然免疫応答の一部として主にNK細胞とNKT細胞によって産生され、抗原特異的免疫の誘導後はCD4+Th1細胞、CD8+細胞傷害性T細胞（CTL）エフェクターT細胞によって産生される。IFN-γは非細胞傷害性の自然リンパ球（ILC）によっても産生される。

## 構造

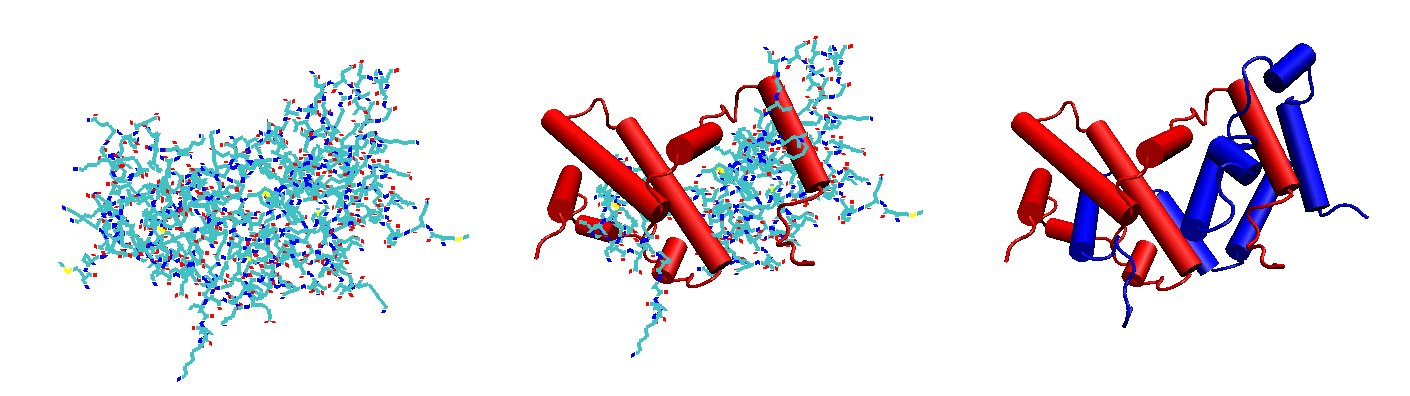
IFN-γ二量体構造のスティックモデルとcartoonモデルによる表示

IFN-γ単量体は、6本のαヘリックスからなるコアとC末端領域のフォールディングしていない配列から構成される。生化学的活性を有する二量体は、2つの単量体が逆向きに互いにかみ合うように結合することで形成される。 

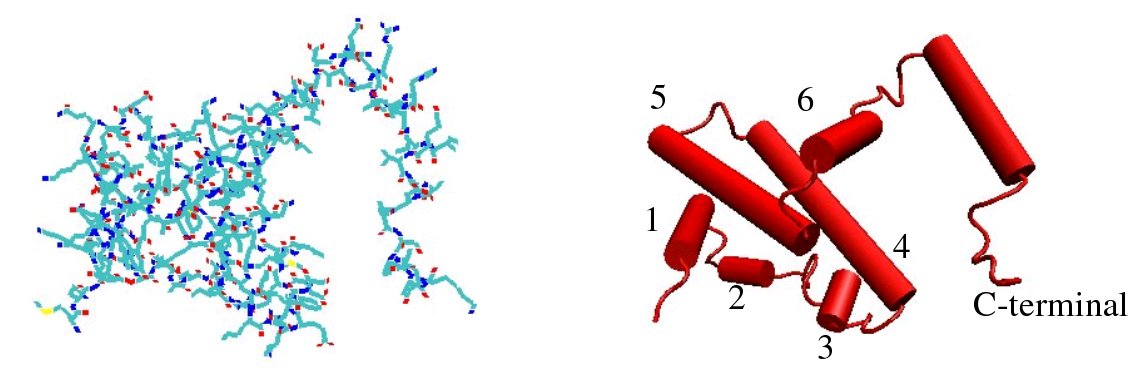
IFN-γ単量体構造のスティックモデルとcartoonモデルによる表示

## 受容体への結合
IFN-γに対する細胞応答は、IFNGR1とIFNGR2からなるヘテロ二量体型受容体との相互作用を介して活性化される。受容体へのIFN-γの結合は、JAK-STAT経路を活性化する。JAK-STAT経路は、MHC IIなどのインターフェロン誘導遺伝子のアップレギュレーションを誘導する。IFN-γは細胞表面のヘパラン硫酸にも結合する。他のヘパラン硫酸結合タンパク質の多くが結合によって生物学的活性が促進されるのとは対照的に、IFN-γのヘパラン硫酸への結合はその生物学的活性を阻害する。
上で示されている構造モデルは全て、全長143アミノ酸からなるIFN-γのC末端の17アミノ酸が削られたものである。ヘパラン硫酸に対する親和性は、この削られた17アミノ酸の配列内によって担われている。この17アミノ酸配列内にはD1、D2と名付けられた2つの塩基性アミノ酸クラスターが存在し、ヘパラン硫酸は双方のクラスターと相互作用する。ヘパラン硫酸が存在しない場合、D1配列はIFN-γ/受容体複合体の形成率を増加させる。
ヘパラン硫酸とIFN-γとの相互作用の生物学的重要性は明らかではないが、D1クラスターのヘパラン硫酸の結合は、IFN-γをタンパク質分解から保護している可能性がある。

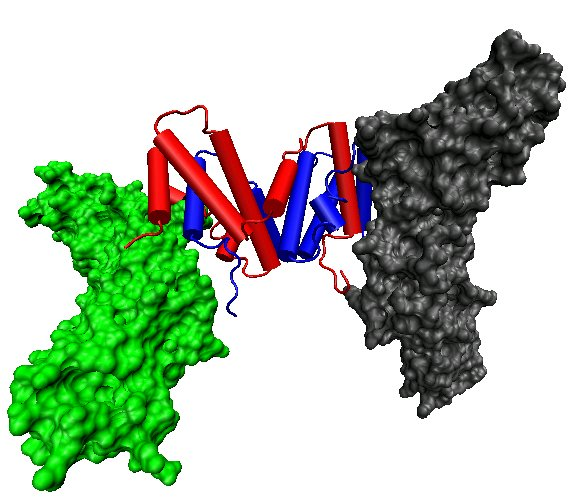
2つのIFNGR1受容体分子と相互作用しているIFN-γ二量体

## 生物学的活性
IFN-γはヘルパーT細胞（より具体的にはTh1細胞）、細胞傷害性T細胞、マクロファージ、粘膜上皮細胞、NK細胞によって分泌される。IFN-γは初期自然免疫応答におけるプロフェッショナル抗原提示細胞の重要な自己分泌シグナルであるとともに、獲得免疫応答における重要な傍分泌シグナルでもある。IFN-γの発現はサイトカインIL-12、IL-15、IL-18、そしてI型インターフェロンによって誘導される。IFN-γは唯一のII型インターフェロンであり、I型インターフェロンとは血清学的に異なる。IFN-γは酸に不安定であるが、I型インターフェロンは安定である。
IFN-γは抗ウイルス、免疫調節、抗腫瘍作用を持つ。IFN-γは最大30種類の遺伝子の転写を変化させ、NK細胞活性の促進、二次性細菌感染に対する肺胞マクロファージのプライミングなど、生理学・細胞レベルでさまざまな応答を引き起こす。
IFN-γは、Th1細胞を特徴づける主要なサイトカインである。Th1細胞はIFN-γを分泌し、より多くの未分化CD4＋細胞（Th0細胞）をTh1細胞へ分化させ、ポジティブフィードバックを形成する一方でTh2細胞への分化を抑制する。

### 妊娠中の活性
マウスでは、子宮ナチュラルキラー細胞はIFN-γなどの化学誘引物質を高レベルで分泌する。IFN-γは母体のらせん動脈を拡張して血管壁を薄くし、着床部位への血流を増加させる。このリモデリングは、胎盤が栄養素を求めて子宮へ進入する際にその発生を補助する。IFN-γノックアウトマウスでは妊娠による脱落膜動脈の正常な変化の開始が起こらない。こうしたモデルマウスでは脱落膜の細胞数の異常な減少または壊死がみられる。
ヒトでは、高レベルのIFN-γは流産のリスクの増加と関係している。相関研究では、自然流産歴のある女性では、流産歴のない女性と比較して高レベルのIFN-γが観察されている。IFN-γには栄養芽層に対する細胞毒性がある可能性があり、それによって流産が引き起こされている可能性がある。しかしながら、IFN-γと流産との関係に関する因果研究は倫理的問題のため行われていない。

## 生産
ヒト組換えIFN-γは高価な生物学的製剤であり、原核生物、原生動物、菌類（酵母）、植物、昆虫や哺乳類細胞などさまざまな発現系で発現が行われている。ヒトIFN-γは大腸菌Escherichia coliでの発現が一般的であり、ACTIMMUNEの名称で市販されている。しかしながら、原核生物発現系由来の産物は糖鎖修飾が行われておらず、注入後の血流中での半減期が短い。また、細菌発現系からの精製過程も非常に高コストである。ピキア酵母Pichia pastorisなど他の発現系は、収量の面で十分な結果が得られていない。

## 治療応用
インターフェロンガンマ-1bは、慢性肉芽腫症（CGD）と大理石骨病の治療に対してFDAの承認を受けている。IFN-γは患者の酸化代謝を改善してカタラーゼ陽性細菌に対する好中球の効力を高めることで、CGDに対して有効性を示す。
IFN-γは特発性肺線維症（IPF）の治療に対しては承認されていない。2002年にInterMune社は、IPFに対する延命効果と軽症から中等症の患者の致死率を70%低下させることを示す第III相試験に関するプレスリリースを行ったが、アメリカ合衆国司法省はプレスリリースに虚偽やミスリーディングな記述が含まれるとして起訴した。InterMune社の最高責任者であるScott Harkonenは治験データを操作したとして2009年に通信詐欺罪で有罪となり、罰金と社会奉仕の宣告を受けた。Harkonenは有罪判決を不服として第9巡回区控訴裁判所に控訴したが、敗訴した。Harkonenは2021年1月20日に完全恩赦を受けた。
Children’s Hospital of Philadelphiaによって行われたフリードライヒ運動失調症の治療におけるIFN-γの役割に関する予備的研究では、短期間（6か月未満）の治療では有効性がみられないことが示された。一方、トルコの研究者によって6か月以降に患者の歩行や姿勢に有意な改善がみられることが報告されている。
公的な承認は受けていないものの、IFN-γは中等症から重症のアトピー性皮膚炎の患者の治療に対する有効性も報告されている。具体的には、単純ヘルペスウイルス（HSV）などの感染を起こしやすい患者や幼い患者など、IFN-γの発現が低下している患者に対しては組換えIFN-γによる治療の有望性が示されている。

## 免疫療法における可能性
IFN-γはがん細胞の抗増殖状態を増加させる一方で、MHC IやMHC IIの発現をアップレギュレーションし、病原性細胞の認識と除去を向上させる。IFN-γはフィブロネクチンをアップレギュレーションすることで腫瘍構造を変化させ、転移を低下させる。
現時点では、IFN-γはいかなるがんの免疫療法に対しても承認を受けていない。しかしながら、膀胱がんやメラノーマの患者ではIFN-γの投与による生存の改善が観察されている。最も有望な結果が得られているのはステージ2・3の卵巣がんの患者である。がん細胞に対するIFN-γの効果に関するin vitro研究では、IFN-γの抗増殖作用はアポトーシスやオートファジーによって成長阻害または細胞死を引き起こすことが示されている。一方で、CD8陽性リンパ球から分泌されるIFN-γは卵巣がん細胞上のPD-L1をアップレギュレーションし、腫瘍の成長を促進することが報告されていることにも留意が必要である。
HEK293細胞で発現された、哺乳類型の糖鎖修飾がなされたヒト組換えIFN-γは、大腸菌で発現された未修飾のものと比較して治療効果が高いことが報告されている。

## 相互作用
IFN-γはIFNGR1、IFNGR2と相互作用することが示されている。

### 疾患
IFN-γは、シャーガス病など一部の細胞内病原体に対する免疫応答に重要な役割を果たすことが示されている。脂漏性皮膚炎にも関与していることが明らかにされている。
IFN-γはHSVの感染時に大きな抗ウイルス効果を示す。IFN-γはHSVが感染細胞の核内への輸送に依存している微小管構造を破壊し、HSVの複製を阻害する。マウスにおけるアシクロビル耐性ヘルペスウイルスに関する研究では、IFN-γ治療はヘルペスウイルス量を大きく減少させることが示されている。IFN-γがヘルペスウイルスの複製を阻害する機構はT細胞に依存していないため、IFN-γはT細胞が減少している患者で効果的な治療法となる可能性がある。
クラミジア感染は宿主細胞のIFN-γの影響を受ける。ヒトの上皮細胞では、IFN-γはインドールアミン-2,3-ジオキシゲナーゼの発現をアップレギュレーションし、宿主のトリプトファンを枯渇させることでクラミジアの複製を妨げる。さらに、齧歯類の上皮細胞では、IFN-γはクラミジアの増殖を阻害するGTPアーゼをアップレギュレーションする。一方でクラミジアも、ヒトと齧歯類の系の双方で宿主側の応答による負の影響を回避する機構を進化させている。

## 調節
IFN-γの発現は5' UTRのシュードノット構造によって調節されている。また、マイクロRNAmiR-29によっても直接的もしくは間接的に調節されている。さらに、T細胞ではIFN-γの発現はGAPDHを介して調節されている。この相互作用は3' UTRで行われ、GAPDHの結合はmRNAの翻訳を阻害する。

## 関連文献
- A commotion in the blood: life, death, and the immune system. New York: Henry Holt. (1997). ISBN 978-0-8050-5841-3
- “The roles of IFN gamma in protection against tumor development and cancer immunoediting”. Cytokine & Growth Factor Reviews 13 (2):  95–109. (April 2002). doi:10.1016/S1359-6101(01)00038-7. PMID 11900986.
- “The role of IFN-gamma in immune responses to viral infections of the central nervous system”. Cytokine & Growth Factor Reviews 13 (6):  441–454. (December 2002). doi:10.1016/S1359-6101(02)00044-8. PMID 12401479.
- “Interleukin-13 in the skin and interferon-gamma in the liver are key players in immune protection in human schistosomiasis”. Immunological Reviews 201:  180–190. (October 2004). doi:10.1111/j.0105-2896.2004.00195.x. PMID 15361241.
- “Nef: "necessary and enforcing factor" in HIV infection”. Current HIV Research 3 (1):  87–94. (January 2005). doi:10.2174/1570162052773013. PMID 15638726.
- “Modulation of HIV-1 transcription by cytokines and chemokines”. Mini Reviews in Medicinal Chemistry 5 (12):  1093–1101. (December 2005). doi:10.2174/138955705774933383. PMID 16375755.
- “The significance of interferon-gamma-triggered internalization of tight-junction proteins in inflammatory bowel disease”. Science's STKE 2006 (316):  pe1. (January 2006). doi:10.1126/stke.3162006pe1. PMID 16391178.
- “Interferon-gamma axis in graft arteriosclerosis”. Circulation Research 100 (5):  622–632. (March 2007). doi:10.1161/01.RES.0000258861.72279.29. PMID 17363708.